# Moritz Esterházy de Galantha
Moritz Esterházy de Galantha (Vienna, 23 settembre 1807 – Pirna, 8 novembre 1890) è stato un diplomatico e nobile austriaco.

## Biografia
Moritz Esterházy de Galantha era membro di una nobile ed antica famiglia ungherese. Suo padre era il conte Mikuláš Esterházy (1775-1856).
Iniziò giovanissimo la propria carriera diplomatica e divenne poco dopo addetto all'ambasciata di Parigi e venendo nominato ciambellano della corte boema. Venne in seguito trasferito come ambasciatore a L'Aia dove rimase sino al 1855 quando venne nominato ambasciatore imperiale presso la Santa Sede.
Nel 1861 venne nominato ministro senza portafoglio e fu consigliere per la politica estera dell'imperatore Francesco Giuseppe d'Austria sino al 1866. Prese parte inoltre ai negoziati di compromesso che portarono alla nascita dell'Impero austro-ungarico.
Morì nel 1890 a Pirna, in Sassonia, dove si trovava per delle cure mediche.

## Matrimonio e figli
Nel 1854 sposò a Praga la principessa Polyxena Lobkowicz (1830–1913), figlia del principe August Longin Lobkowicz. Polissena fu dama di palazzo (1852) e dama dell'Ordine della Croce Stellata (1854); dopo la morte del marito divenne suora a Mayerling. Insieme la coppia ebbe quattro figli:
- Mikuláš Mořic (1855–1925), membro del consiglio segreto della Boemia, ciambellano imperiale, sposò nel 1880 la principessa Franziska von Schwarzenberg (1861–1951)
- Pavel Mikuláš (n. e m. 1860)
- František Marie (1856–1884), sposò nel 1877 il principe Chlodvík Karl von Hohenlohe-Waldenburg-Schillingsfürst (1848–1929)
- Berta Marie (1857-1937), sposò nel 1878 il principe Emilio Francesco di Oettingen-Spielberg (1850–1919)